# Aeroporto di Coo
L'Aeroporto di Coo (IATA: KGS, ICAO: LGKO) (in greco: Κρατικός Αερολιμένας Κω, Ιπποκράτης, Kratikòs Aeroliménas Ko "Ippokràtis"), definito come internazionale dalle autorità dell'aviazione civile greca HCAA, è un aeroporto greco situato sull'isola di Kos ed è intitolato a Ippocrate, padre della medicina moderna, che qui nacque.

## Statistiche
Questo grafico non è disponibile a causa di un problema tecnico.
Si prega di non rimuoverlo.
Vedi la query Wikidata di origine.